# 赫爾曼塔

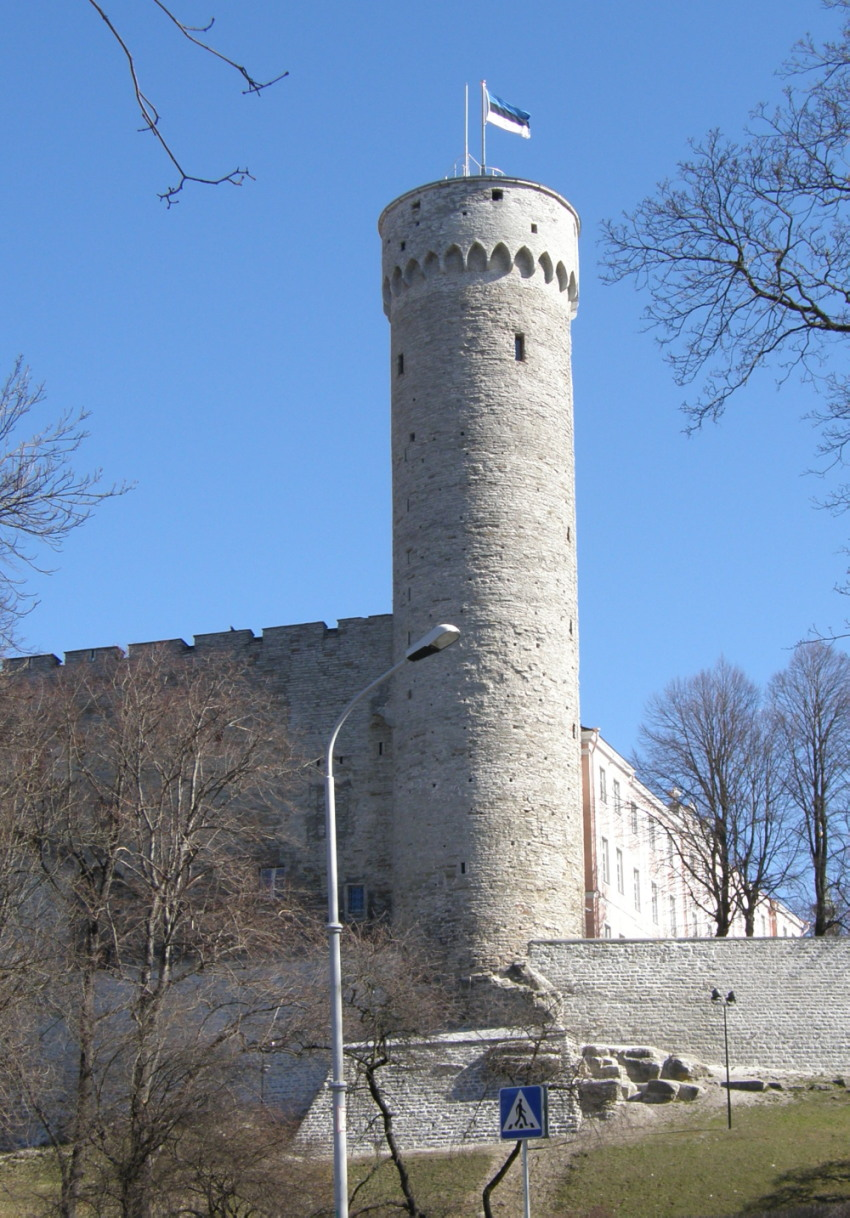
赫爾曼塔

赫爾曼塔是位於愛沙尼亞首都塔林座堂山城堡內的一座高塔。赫爾曼塔始建於1360年至1370年期間，後在16世紀重建。有一個215級的階梯通至塔的頂部。赫爾曼塔緊鄰愛沙尼亞國會大樓，塔頂45米處有一面巨大的愛沙尼亞國旗。